# Eudendrium nodosum
Eudendrium nodosum is een hydroïdpoliep uit de familie Eudendriidae. De poliep komt uit het geslacht Eudendrium. Eudendrium nodosum werd in 1938 voor het eerst wetenschappelijk beschreven door Fraser. 